# Seznam adaptací Vánoční koledy

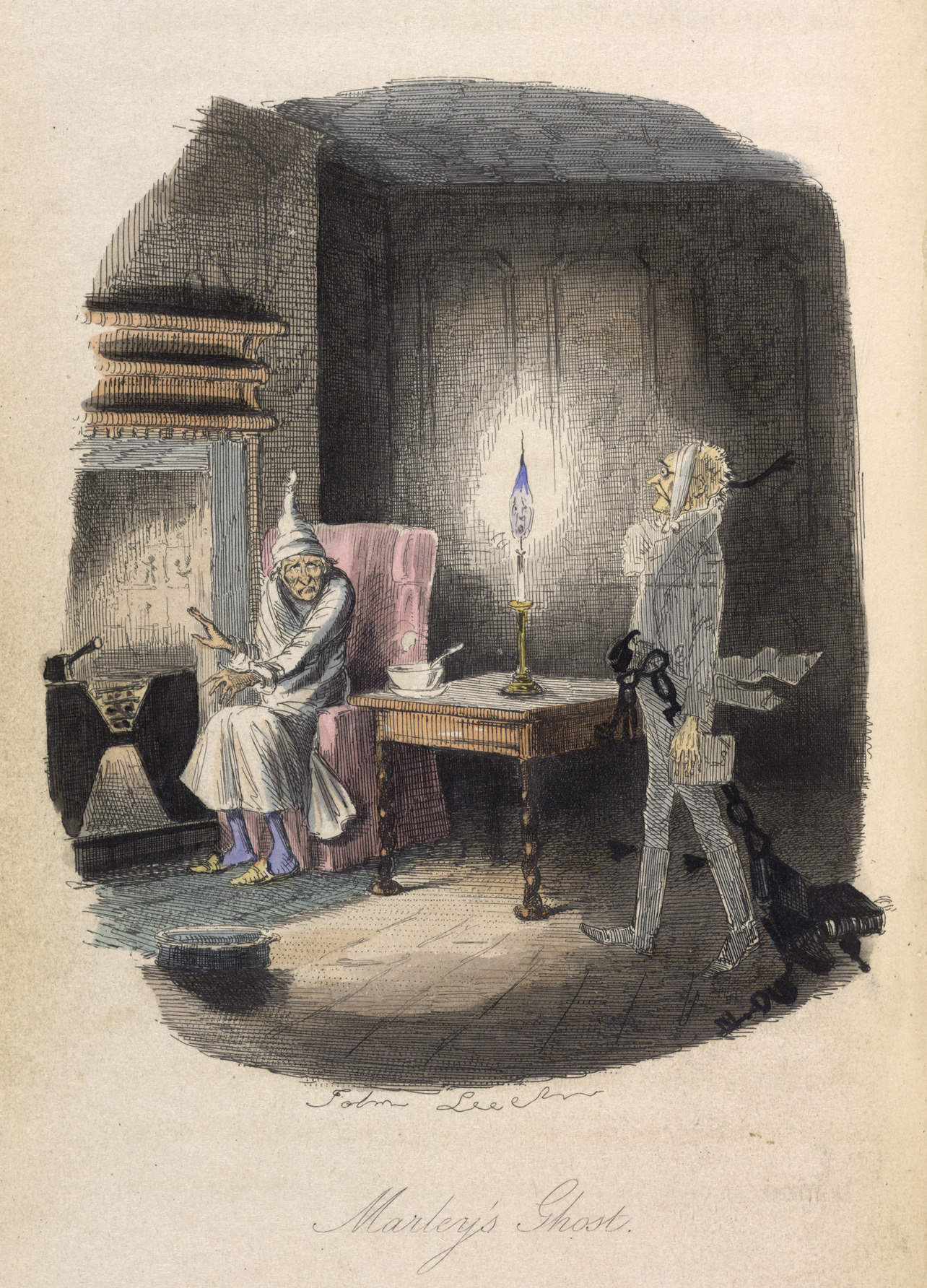
Duch navštěvuje Ebenezera Scrooge; ilustrace Johna Leece z roku 1843

Toto je seznam adaptací povídky Vánoční koleda (A Christmas Carol, 1843) od Charlese Dickense

## Rozhlasové adaptace
- 1988 rozhlasová adaptace Českého rozhlasu (pod názvem Vánoční koleda čili Vánoční povídka s duchy). Dramatizace Ivan Kruis. Překlad Emanuel a Emanuela Tilschovi. Režie Olga Valentová. Osoby a obsazení: vypravěč (Vladimír Ráž), Vydřigroš (Josef Kemr), Vodral (Vlastimil Brodský), výběrčí milodarů (Jiří Adamíra), duch minulých Vánoc (Jan Bartoš), duch současných Vánoc (Jaroslav Kepka), Vydřigrošův synovec (David Vejražka), jeho žena (Ljuba Krbová), písař (Jan Hartl), posluhovačka (Ludmila Roubíková), Vydřigrošova snoubenka (Jana Andresíková), host na pohřbu (Václav Vydra III.)  a další (69 min).[1]
- 1989 rozhlasová adaptace Slovenského rozhlasu. Překlad Mária Žáryová. Rozhlasová dramatizace Ján Bábik. Hudební dramaturgie Dana Reková. Zvuk Roman Drozda. Režie Magda Grandtnerová. Účinkují Karol Machata, Eduard Vitek, Ján Gallovič, Ľudmila Mandžárová, Július Pántik, Peter Bzdúch, Ivo Gogál, Martin Parajka a další. Nastudoval Československý rozhlas Bratislava v roce 1989 (46 min.).
- 1998 rozhlasová adaptace Českého rozhlasu, rozhlasová úprava: Věra Barochová, hudba: Petr Mandel, dramaturgie: Ivan Hubač, režie: Jiří Horčička. Hrají: Josef Somr, Zdeněk Švinger, Lukáš Hlavica, Věra Hučínová, Jiří Schwarz, Miroslava Pleštilová, Rudolf Jelínek, Jarmila Švehlová, Aleš Procházka, Alexandra Tomanová, Vendula Matysová, Karel Kratochvíl, Jiří Konvalinka, Jiří Plachý, Jana Drbohlavová, Miloš Hlavica, Antonie Hegerlíková, Martin Velda, Miloš Rozhoň, Roman Hemala, Drahomíra Fialková, Petr Pelzer, Vladimír Ráž, Pavel Soukup, Ivan Řezáč, Steva Maršálek a Tomáš Staněk.[2]
- 2006 rozhlasová adaptace Polského rozhlasu (pod názvem Opowieść wigilijna). Dramatizace Maria Ciunelis. Produkce Tomasz Perkowski. Hudba Małgorzata Małaszko. Použity písně : 1. Seeking Isaiah, Mark Isham, 2. The letter, Mark Isham, 3. A little child shall lead them, Mark Isham, vše Sony, 1995. Režie Waldemar Modestowicz. Osoby a obsazení: Ebenezer Scrooge (Wojciech Pszoniak ), Bob Cratchit (Jarosław Gajewski), koledníci (Klara Kluczykowska, Maja Cygańska, Milena Modestowicz), Fred, bratranec (Marcin Przybylski), Kwestor (Marcin Troński), Marley (Aleksander Bednarz ), duch loňských Vánoc (Wiesław Michnikowski), Funny (Julia Kołakowska), Fezziwig (Damian Damięcki), mladý Scrooge (Łukasz Lewandowski), Izabela (Marta Chodorowska), duch letošních Vánoc (Krzysztof Kowalewski), paní Cratchitová (Maria Ciunelis), Marta (Katia Paliwoda), malý Tim (Beniamin Lewandowski), Fredova žena (Anna Gajewska), první kupec (Włodzimierz Press), druhý kupec (Arkadiusz Bazak), posluhovačka (Barbara Zielińska), pradlena (Irena Kownas), chlapec (Kajetan Lewandowski). Natočeno v Polském rozhlasu Warszawa dne 16.12.2006. Premiéra Polskie Radio Jedynka 24.12.2006 (21:05 h.).
- 2009 úryvek z knihy v nastudování Slovenského rozhlasu. Připravil Marián Grebáč. Účinkuje Alfréd Swan. Vysílal Slovenský rozhlas Rádio Devín 5. 2. 2009.

## Baletní adaptace
- 2018 baletní adaptace v divadle F. X Šaldy.  Choreografie a režie Richard Ševčík, který je držitelem Ceny Thálie 2014 za titulní roli Spartaka (chor. J. Pokorný) a jako choreograf inscenace Obraz Doriana Graye získal Cenu města Plzně za mimořádný umělecký počin. Hudbu zkomponoval speciálně pro tuto inscenaci skladatel a herec Jan Matásek. Premiéra proběhla 16.11.2018 (120 minut)

## Filmové adaptace
- Vánoční koleda (film, 1901) – němý film – první filmové zpracování pod názvem Scrooge, or, Marley's Ghost
- Vánoční koleda (film, 1908) – němý film
- Vánoční koleda (film, 1910) – němý film
- Vánoční koleda (film, 1938)
- Vánoční koleda (film, 1971) – animovaný film
- Vánoční koleda (film, 1982) – australský animovaný televizní film
- Vánoční koleda (film, 1984)
- Vánoční koleda (film, 1994)
- Vánoční koleda (muzikál, 1999)
- Vánoční koleda (film, 1999) – televizní film s Patrickem Stewartem
- Vánoční koleda (film, 2000)
- Vánoční koleda (film, 2009) – animovaný film